# Eublemma noctuelioides
Eublemma noctuelioides is een vlinder uit de familie van de spinneruilen (Erebidae). De wetenschappelijke naam van deze soort werd voor het eerst voorgesteld als Porphyrinia noctuelioides door Edward Parr Wiltshire in een publicatie uit 1971.
De soort komt voor in Afghanistan.